# Три богатыря. Ни дня без подвига
«Три богатыря́. Ни дня без подвига» — российский комедийный фэнтези-мультфильм во франшизе «Три богатыря», не входящий в основную нумерацию. Создан студией «Мельница» и кинокомпанией «СТВ».
Мультфильм был приурочен к двадцатилетнему юбилею франшизы и вышел в кинотеатрах 20 июня 2024 года. До этого пред показ мультфильма состоялся 15 июня того же года в кинотеатре «Синема Парк Мосфильм».

## Сюжет
Сюжет разделён на три короткие истории, показывающиеся через картинку в книге в самом начале, два раза в середине и в Конце мультфильма.

### Умный Алёша
Богатыри проверяют границу и видят вторгшиеся войска тугар. Алёша первым атакует их, но тугарин Муса бьёт его палицей по голове. Очнувшись, Алёша использовал щит как зеркало Архимеда и сжёг тугарскую фортификацию — шатёр. По дороге в библиотеку Алёша победил Коня Юлия в Конкурсе «Самый умный». Добрыня и Илья рассказывают Коню Юлию про случившееся с Алёшей, и говорящий Конь бежит в степи, чтобы стать ещё умнее. Он просит у хана Бекета и его слуг ударить его по голове. Алёша провёл эксперимент с удобрениями. Затем продемонстрировал князю ручную бомбарду, из который тот выстрелил. Потом пролетел над городом на воздушном шаре. Добрыня и Илья пытаются отвлечь Алёшу от книг и отправляются с ним в лес. Алёша, рассчитав угол удара, забил гол Илье и продемонстрировал богатырям Золотого Петушка, который сообщает о нападении на границу, и ручную бомбарду, которая заменит богатырей. Тем временем, Юлий убегает от тугарина Мусы, который хочет ударить его своей дубинкой. Конь бежит в сторону богатырей. Встретившись с богатырями, Муса снова бьёт Алёшу по голове. Придя в себя, Алёша ударил Мусу бомбардой и выбил палицу из его рук. Она улетела и ударила Тихона по голове. Он спросил Юлия: «Как пройти в библиотеку»?

### Пропавшая корона
Князь отправляет Добрыню и Илью на задание, а Алёшу оставляет дома, так как злится на то, что он в последнее время совершает большие глупости. Богатырь очень грустит и всё рассказывает Тихону и бабуле Капитлоине. Те решают помочь герою. Тем временем князь зовёт стражу прихлопнуть муху, но она не справляется. Юлий говорит, что стража это худшая защита и вместо неё нужно установить сигнализацию, после чего начали проверку с условием. По итогу, глашатай объявляет, что тот, кто проверит новую охранную систему князя, получит приз — сто пряников. Вскоре корону воруют, но похититель не идёт её возвращать, и Алёша решает самостоятельно расследовать пропажу корону. Он предполагает, что её украл Соловей-Разбойник, и едет в лес на поиски антагониста. За ним начинают следить Тихон и бабуля. Впоследствии герои встречаются с Соловьём. Затем Алёша Попович, благодаря Тихону и бабуле Капитолине, узнаёт, что они украли корону, дабы Алёша почувствовал себя умным. Он возвращает корону князю, а также узнаёт от него, что она не настоящая. Позже Юлий вспоминает, что настоящая корона находится в шкафу. После этого Князь прощает Алёшу, а Тихону и бабуле Капитолине увеличивает пенсию.

### Сон Ильи
Илья Муромец, победив тугар, пней и лесных разбойников, пришёл домой и лёг спать. Утром к нему и Алёнушке домой прибыл гонец от князя. Жена и гонец безуспешно пытались разбудить богатыря. Затем к ним приехали князь и Юлий, но не смогли разбудить Илью. Юлий понимает, что это волшебный сон, и решает в него отправиться. Он не смог спасти богатыря из мира снов. Затем туда отправился князь, но Илья также его не узнал, как и Алёнушку и Юлия. Алёнушку крадёт Дракон. Победив его, Илья узнал, что он механический, и им управляли князь и Юлий. Богатырь их вспомнил и в Конце мультфильма проснулся.

## В ролях
- Валерий Соловьёв — Добрыня Никитич
- Дмитрий Быковский — Илья Муромец, муж Алёнушки
- Олег Куликович — Алёша Попович, сын Ростовского попа Леонтия, племянник Тихона и муж Любавы
- Анатолий Петров — Тихон, дядя Алёши Поповича / Боярин Антип Викторович / Хан Бекет
- Сергей Маковецкий — Князь Киевский
- Максим Сергеев — Соловей-Разбойник
- Дмитрий Высоцкий — Конь Юлий
- Лия Медведева — Любава, жена Алёши
- Юлия Зоркина — Капитолина, бабуля Любавы / Настасья Микулина, жена Добрыни
- Мария Цветкова-Овсянникова — Алёнушка, жена Ильи
- Яков Культиасов — Глашатай / гонец
- Александр Боярский — Тугарин Муса / Покупатель
- Константин Феоктистов — Разбойник

## Производство
Режиссёр мультфильмов «Алёша Попович и Тугарин Змей» и «Три богатыря и наследница престола» Константин Бронзит рассказал о готовящемся мультсериале с простым названием «Три богатыря. Сериал» и заявил, что студия «Мельница» уже работает над ним и на данный момент запланировано семь эпизодов по 20 минут каждый.
Впоследствии студия «Мельница» решила взять первые три готовые серии мультсериала и объединить их вместе, чтобы выпустить их в кинопрокат в честь двадцатилетнего юбилея всей франшизы. 20 мая 2024 года вышел трейлер мультфильма.

## Прокат
«Ни дня без подвига» в дебютный уик-энд собрал в прокате почти 59 миллионов рублей. По данным на 6 августа 2024 года, мультфильм заработал 248 405 239 рублей.

## Отзывы
Маря Плевицкая, пишущая для «Т—Ж», отметила, что «Ни дня без подвига» вернул дух мультфильма «Алёша Попович и Тугарин Змей» и что две серии, посвящённые Алёше Поповичу, получились удачными; недостатком мультфильма она назвала перегруженность, а серию, посвящённую Илье, и вовсе сочла скучной. При этом, Маря подчеркнула, что, тем самым, мультфильм доказал, что теперь героям гораздо комфортнее в формате короткометражек.

## Продолжение
12 июня 2025 года выйдет второй спецвыпуск «Три богатыря. Ни дня без подвига 2», где будет представлено три новые серии.